# Суве шљиве
Сушење шљива је начин конзервисања познат од давнина. Још су га Египћани примењивали пре више неколико хиљада година излагањем сунцу плодова разних врста воћа. Шљиве су се углавном као и остало воће сушиле на сунцу. Сушењем на сунцу, шљива је припремана за сопствену употребу. Могућност продаје овог производа подстакла је произвођаче шљива да осмисле вештачки начин сушења и да суше шљиву у већим количинама од сопствених потреба. Сува шљива садржи готово све материје које се сматрају неопходним за нормално функционисање организма. Захваљујући свом биохемијском саставу, сува шљива се препоручује за исхрану деце, старији особа и реконвалесцената.

## Значај сувих шљива у исхрани
Сува шљива није само посластица већ значајан извор енергије, с обзиром да се начином прераде калорична вредност овог производа повећава за три и по пута према истој вредности у свежем плоду. Осушене шљиве су не само значајан извор енергије, већ и хранљива намирница од посебног дијеталног значаја, која се по својој важности и вредности у физиолошко енергетском погледу изједначује са коришћеном количином свежег воћа пре сушења.
Витамини садржани у сувој шљиви имају значајну заштитну, дијеталну и терапеутску вредност. Недостатак суве шљиве је умањен садржај витамина C, јер се разлаже у процесу сушења продуженим дејством високих температура.
Целулоза садржана у сувој шљиви подстиче перисталтику црева, а пектини доприносе заштити организма од артериосклерозе и инфаркта. Високо присуство калијума делује на смањење крвног притиска.

## Сушење шљива
Сушење воћа је било најраспрострањеније у јужним топлијим крајевима где постоје повољни климатски услови, тако да је овај поступак конзервисања био приступачан масама скупљача и произвођача воћа. Шљиве су се углавном као и остало воће сушиле на сунцу. Поступку сушења претходило је потапање плодова у морску воду (једна врста спречавања површинског тамњења).
Први француски досељеници су пренели шљиву у Америку из околине Ажена, где је ово воће било и остало најраспрострањеније.
У нашим крајевима сушење шљива представља веома стари и врло раширен начин конзервисања. За разлику од природног, вештачки начин сушења се изводи у уређајима за сушење, а претходе му: берба, транспорт и припрема шљива за сушење. Овакав поступак сушења назива се још и дехидрација, а осушено воће дехидрирано воће.
Поступак сушења шљива састоји се из три дела:
1.Бербе и транспорта шљива до објекта за сушење
2.Припремних технолошких операција пре сушења
3.Технолошког поступка сушења-дехидрације
После сушења добија се осушена-дехидрирана шљива, која се у уобичајеној терминологији назива и оригинална сува шљива. Она је полу-производ за даљу финализацију, а која се састоји из следећих операција:
1.Калибрирања оригиналне суве шљиве
2.Прераде калибриране суве шљиве
3.Паковања у разну амбалажу, зависно од намене производа
Посебно је важна и неопходна заштита од инфекције оригиналне суве шљиве и начин складиштења до даље прераде.